# 小行星6575
小行星6575（英語：6575 Slavov）是一颗围绕太阳公转的小行星。1978年8月8日，尼古拉·切爾尼赫在克里米亚发现了此天体。
这颗小行星的绝对星等为228.91089等。